# Fife (Écosse)
Pour les articles homonymes, voir Fife.
Le Fife (officiellement Kingdom of Fife en anglais et Fìobha en gaélique écossais) est une région côtière de l'est de l'Écosse, entre les estuaires de la Forth (Firth of Forth) et du Tay (Firth of Tay). Formant ainsi une péninsule naturelle, ses frontières ont peu bougé à travers les âges. C'est à la fois une subdivision actuelle de l'Écosse (council area avec pour capitale administrative Glenrothes), un comté historique, une région de lieutenance et une ancienne région d'Écosse.
Les principales villes sont Dunfermline (chef-lieu), St Andrews et Kirkcaldy. C'est une région qui a toujours été tournée vers la mer et le commerce avec le continent.

## Histoire
Selon la tradition rapportée par la Chronique picte, il aurait formé un des royaumes des Pictes, fondé par un roi éponyme Fib (d'où son nom actuel), un des sept fils du légendaire Cruithne.
L'ancienne région a existé du 15 mai 1975 au 31 mars 1996 et avait pour capitale administrative Glenrothes et comportait les trois districts suivants :
| Districts       | Siège       | Population (estimation en 1994) |
| --------------- | ----------- | ------------------------------- |
| Dunfermline     | Dunfermline | 129 830                         |
| Kirkcaldy       | Kirkcaldy   | 148 450                         |
| North East Fife | Cupar       | 69 930                          |

Le council area actuel a été formé le 31 mars 1996 et correspond exactement à l'ancienne région.

## Accès et transports
La région de Fife a la particularité d'être connectée au reste de l'Écosse essentiellement par des ponts (sans pour autant être une île). L'autoroute M90 permet de rejoindre Édimbourg via les ponts du Forth. La voie rapide A92 rejoint Dundee au nord via le pont routier du Tay. Enfin le pont de Kincardine permet de se diriger vers Falkirk et Glasgow.
La compagnie de bus Stagecoach propose un maillage très dense du territoire de Fife. Les principaux centres de correspondance sont Glenrothes, Kirkcaldy, ainsi que des parcs-relais situés le long de la M90 : Halbeath P&R et Ferrytoll P&R. La compagnie Citylink permet aussi de rejoindre les grandes villes écossaises.
Situé sur la East Coast Main Line, Fife dispose de quelques services nationaux en direction de Londres, ainsi que d'un service régional organisé par ScotRail. La ligne Fife Circle est une boucle de gares plus petites : la desserte de ces gares permet aux habitants d'aller travailler notamment en direction d'Édimbourg.

## Tourisme
Le Fife est également une région touristique de l’Écosse. Elle est prisée pour ses vestiges historiques, dont de nombreux châteaux (Aberdour, Balgonie, Dunfermline, Falkland, Kellie, Newark, Ravenscraig, Rosyth) et abbayes (Balmerino, Culross, Dunfermline, Inchcolm, Lindores), mais aussi pour ses villages pittoresques (Crail, Anstruther, Pittenweem, Saint-Monan, Elie, Aberdour, Culross), l’observation des macareux moines sur l’île de May, et le chemin de grande randonnée Fife Coastal Path. 

## Dans la culture populaire
- Le groupe Gloryhammer fait référence à la région, à ses villes et à ces lieux dans leur premier album Tales from the Kingdom of Fife. Le personnage d'Angus Mcfife XIII, chanteur et personnage principal de l'histoire épique racontée dans les albums de Gloryhammer est le prince du Royaume de Fife[4].

## Personnalité liée à la commune
- Millicent Leveson-Gower (1867-1955), réformatrice sociale